# Боровичата
 Боровичата  — деревня в Афанасьевском районе Кировской области в составе Гординского сельского поселения.

## География
Расположена непосредственно к северу от центра поселения села  Гордино на правобережье реки Кама.

## История
Известна с 1891 года как выселок Боровичатский, в 1905 году здесь отмечено дворов 10 и жителей 63, в 1926 здесь (деревня Боровичатская) хозяйств 10 и жителей 69, в 1950  16 и 64, в 1989 36 жителей. Современное название утвердилось с 1950 года.  

## Население
Постоянное население составляло 41 человек (русские 100%) в 2002 году, 39 в 2010.